# Ludolph van Ceulen
Ludolph van Ceulen [Ludolf fan Kélen] (28. ledna 1540, Hildesheim – 31. prosince 1610, Leiden) byl nizozemský matematik německého původu.

## Život

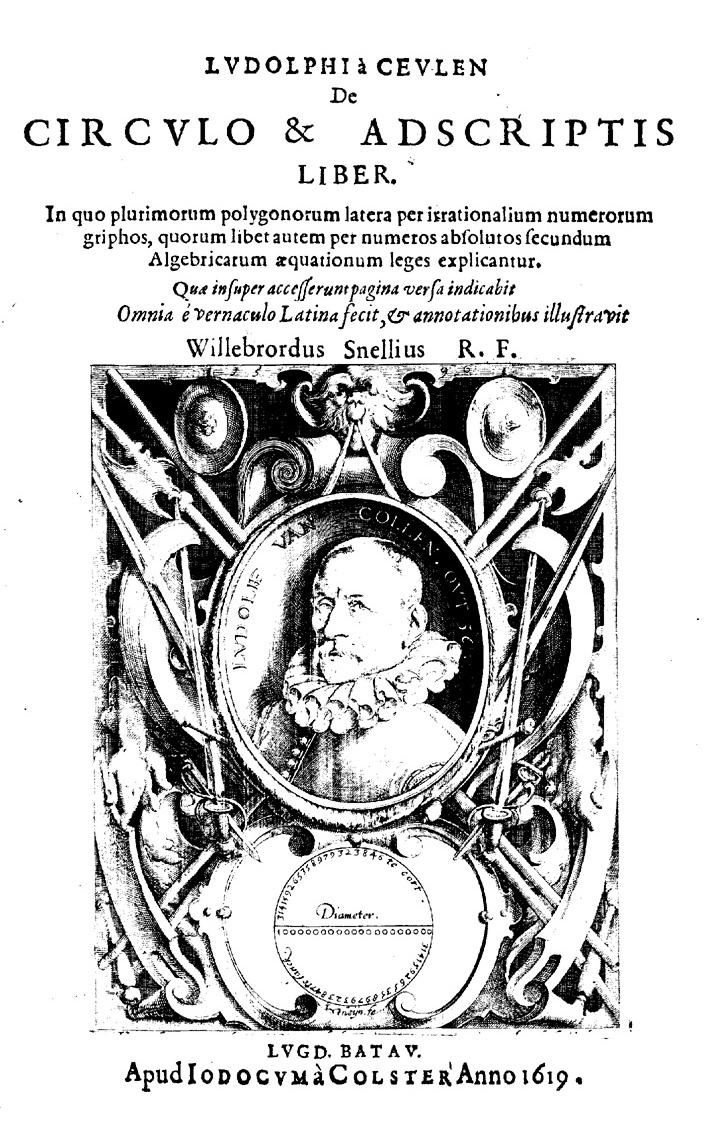
De circulo & adscriptis liber (1619)

Narodil se v Hildesheimu, hlavním městě Hildesheimského biskupství v rámci Svaté říše římské (dnes Německo), ale jako mnoho dalších Němců té doby emigroval před katolickým útlakem do Spojených nizozemských provincií.
Nejprve se usadil v Delftu, kde vyučoval šerm a matematiku. V roce 1594 si otevřel šermířskou školu v Leidenu. V roce 1600 byl jmenován prvním profesorem matematiky na Leidenské univerzitě. V roce 1610 v Leidenu zemřel.

## Výpočet čísla π
Ludolph van Ceulen strávil značnou část svého života počítáním číselné hodnoty matematické konstanty π. Používal při tom v podstatě stejné metody jako Archimédés o dva tisíce let dříve. V roce 1596 publikoval hodnotu čísla π s přesností na 20 desetinných míst ve své knize Van den Circkel („O kruhu“; kde k výpočtu použil pravidelný mnohoúhelník o 15·231 stranách). Později výpočet zpřesnil na 35 desetinných míst (s pravidelným mnohoúhelníkem o 262 stranách). Po jeho smrti bylo „Ludolfovo číslo“,
3,14159265358979323846264338327950288…,
vytesáno na jeho náhrobní kámen v Leidenu. Náhrobní kámen se později ztratil, ale v roce 2000 byl obnoven.